# Ken Adam
Pour les articles homonymes, voir Adam (homonymie).
Ken Adam est un chef décorateur britannique d'origine allemande, né le 5 février 1921 à Berlin et mort le 10 mars 2016 à Londres.
Il est anobli en 2003 par la reine Élisabeth II avec le titre de Knight Bachelor pour services à l'industrie cinématographique.

## Biographie
De son vrai nom Klaus Hugo Adam, il naît à Berlin le 5 février 1921. Son père, Fritz Adam, est propriétaire du grand magasin de sports S-Adam à l'angle de Leipziger et de Friedrichstrasse. Sa mère, Lilli Saalfeld, s'occupe du foyer. Élevé dans la haute bourgeoisie, il étudie au collège français. De religion juive, la famille fuit le nazisme vers le Royaume-Uni dans les années 1930. Fritz meurt peu de temps après, en 1936, à 56 ans.
Adam sert dans la RAF durant la Seconde Guerre mondiale. Il combat ainsi comme pilote d'un Typhoon pendant la bataille de Normandie au sein de la 123e escadre de la 2e force aérienne tactique britannique.
Il entre dans l'industrie cinématographique anglaise, puis américaine dans les années 1950.

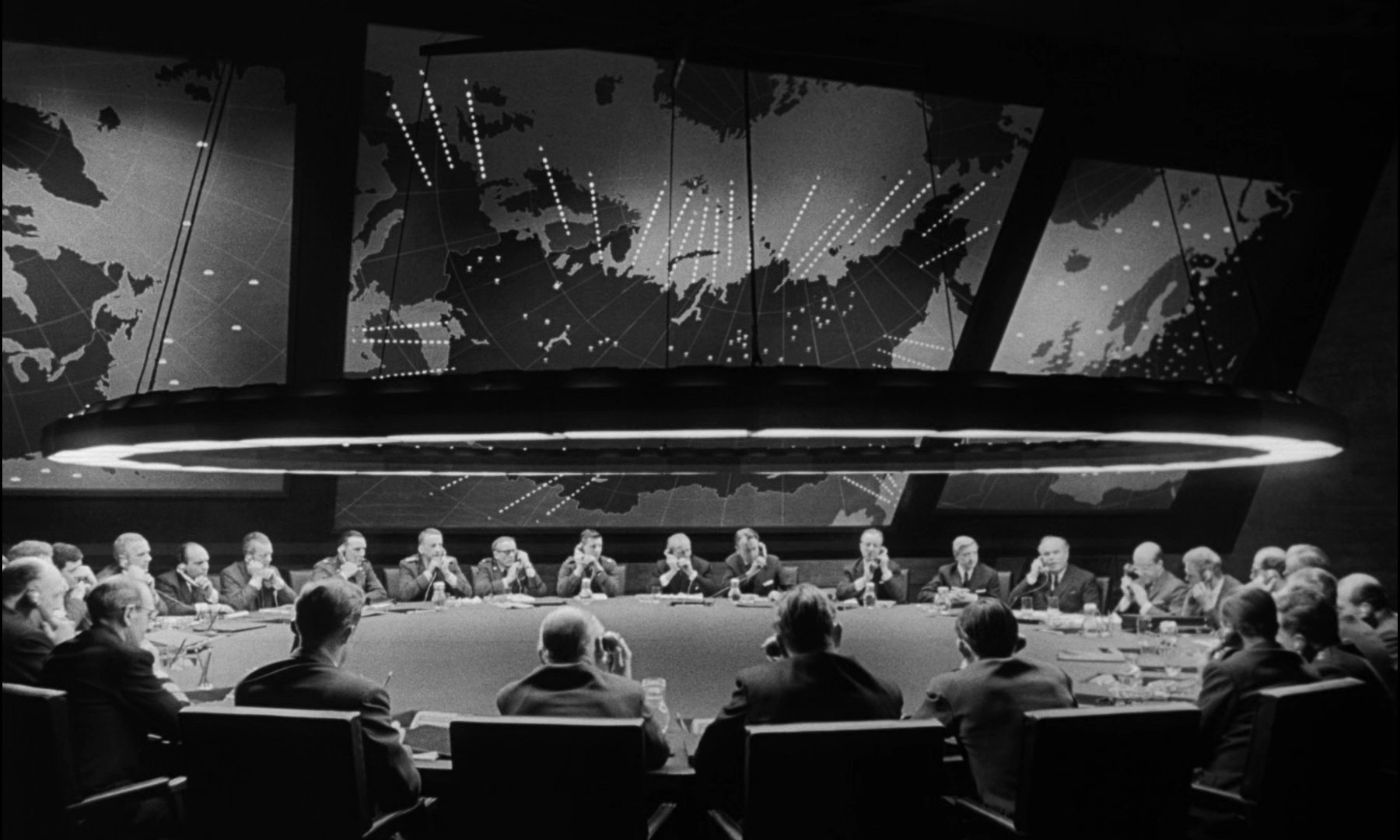
Ken Adam a conçu la War Room pour Docteur Folamour (1964).

Il est surtout connu pour avoir participé à la série des James Bond dans les années 1960 et 1970, soit sept films, le dernier étant Moonraker. 
Il collabore plusieurs fois avec Robert Aldrich et deux fois avec Stanley Kubrick, sur Docteur Folamour et Barry Lyndon. Il refuse de travailler sur les films suivants de Kubrick en raison des cadences importantes de travail qu'impose le cinéaste. Il obtient l'Oscar des meilleurs décors à deux reprises : en 1976 pour Barry Lyndon de Kubrick et en 1995 pour La Folie du roi George de Nicholas Hytner.
Ken Adam est membre du jury au Festival de Cannes 1980  et au Festival de Berlin 1999.

## Vie privée
Ken Adam rencontre sa future épouse, Maria Letizia Moauro (née en 1930), lors du tournage du Corsaire rouge à Ischia. Ils se marient le 16 août 1952.

## Décès
Ken meurt à l'âge de 95 ans, après une courte maladie, le 10 mars 2016 dans sa maison à Londres.

## Filmographie

### comme décorateur
- 1956 : Soho Incident (en)
- 1956 : Le Tour du monde en quatre-vingts jours
- 1957 : Rendez-vous avec la peur (Night of the Demon)
- 1959 : Les Seins de glace (The Rough and the Smooth)
- 1959 : Tout près de Satan (Ten Seconds to Hell)
- 1959 : Trahison à Athènes (The Angry hills)
- 1960 : Les Procès d'Oscar Wilde
- 1962 : Sodome et Gomorrhe (Sodom and Gomorrah)
- 1962 : Dr No
- 1963 : Dans la douceur du jour (In the Cool of the Day)
- 1964 : Docteur Folamour (Dr Strangelove or: How I Learned to Stop Worrying and Love the Bomb)
- 1964 : La Femme de paille (Woman of Straw)
- 1964 : Goldfinger
- 1965 : Ipcress - Danger immédiat (The Ipcress File)
- 1965 : Opération Tonnerre (Thunderball)
- 1966 : Mes funérailles à Berlin (Funeral in Berlin)
- 1967 : On ne vit que deux fois
- 1968 : Chitty Chitty Bang Bang
- 1969 : Goodbye, Mr. Chips
- 1970 : The Owl and the Pussycat
- 1971 : Les diamants sont éternels
- 1972 : Le Limier
- 1973 : Les Invitations dangereuses (The Last of Sheila)
- 1975 : Barry Lyndon
- 1976 : Salon Kitty (Salon Kitty)
- 1976 : Sherlock Holmes attaque l'Orient-Express (The Seven-Per-Cent Solution)
- 1977 : L'Espion qui m'aimait
- 1979 : Moonraker
- 1985 : Le Roi David (King David)
- 1985 : Agnès de Dieu
- 1986 : Crimes du cœur
- 1988 : Les Imposteurs (The Deceivers)
- 1989 : Dead Bang
- 1990 : Premiers pas dans la mafia
- 1991 : Le Docteur (The Doctor)
- 1991 : Company Business
- 1993 : Pas de vacances pour les Blues (Undercover Blues)
- 1993 : Les Valeurs de la famille Addams (Addams Family Values)
- 1994 : La Folie du roi George (The Madness of King George)
- 1995 : Avec ou sans hommes (Boys on the Side)
- 1996 : Bogus
- 1997 : In and Out (In & Out)
- 1999 : The Out-of-Towners
- 2001 : Taking Sides : Le Cas Furtwängler (Taking sides)

### comme directeur artistique
- 1958 : Inspecteur de service (Gideon's Day)

## Distinctions
- Knight Bachelor

Naturalisé citoyen britannique, Ken Adam reçoit l'ordre de l'Empire britannique pour ses services dans l'industrie cinématographique avant d'être anobli avec le titre de Knight Bachelor en 2003.
Il  son étoile sur le Boulevard des stars à Berlin.

### Récompenses
- Oscars 1976 : Meilleure direction artistique  pour Barry Lyndon, avec Roy Walker et Vernon Dixon
- Oscars 1995 : Meilleure direction artistique pour La Folie du roi George, avec Carolyn Scott

## Héritage
En septembre 2012, Adam a fait don de tout son travail au musée Deutsche Kinemathek. La collection de Ken Adam comprend environ 4 000 croquis de films de toutes les périodes, des albums photo, des films individuels, des storyboards de ses employés, des souvenirs, des médailles militaires et des documents d'identité, ainsi que tous les prix cinématographiques, y compris les deux Oscars du cinéma d'Adam,,.